# 래일로동자구
래일로동자구(來日勞動者區)는 조선민주주의인민공화국 함경남도 함흥시의 로동자구이다. 원래 함경남도 함주군 상창리와 평안남도 대흥군 흑수리 일부였으나 고난의 행군시기에 함흥시의 청년을 동원해 '함흥시청년염소목장'을 건설하면서 함흥시에 편입되고, 로동자구로 승격되었다. 보통 줄여서 래일구로 불린다. 표준어로 다음날, 즉 '내일'을 의미하는 래일이라는 이름은 김정일이 '함흥시청년염소목장'을 시찰하면서 지은 이름이다.